# Ladislav Jurkemik
Ladislav Jurkemik   (Jacovce, 20 de juliol de 1953) és un exfutbolista eslovac de les dècades de 1970 i 1980.
Fou 57 cops internacional amb la selecció txecoslovaca amb la qual participà en la Copa del Món de Futbol de 1982.
Pel que fa a clubs, defensà els colors de Inter Bratislava.